# John Erskine (Admiral)
James Elphinstone Erskine (* 13. Juli 1806 in Cardross, Argyllshire; † 23. Juni 1887) war ein britischer Admiral und Politiker.

## Leben
John Elphinstone Erskine entstammte einer Nebenlinie des Clan Erskine (vgl. Stammliste des Clan Erskine). Er war der zweite von drei Söhnen des David Erskine (1772–1847) aus dessen Ehe mit Hon. Keith Elphinstone († 1841), Tochter des John Elphinstone, 11. Lord Elphinstone.
Er trat 1819 in die Royal Navy ein, wurde 1826 zum Lieutenant und 1829 zum Commander befördert. 1829 erhielt er mit dem Kanonenboot Arachne sein erstes eigenes Kommando und war in Jamaika stationiert. Von 1830 bis 1832 war er Kommandant der Sloop Grasshopper. Nachdem er ab 1836 als Kommandant der Brigg-Sloop Harlequin im Mittelmeer gedient hatte, wurde er 1839 zum Captain befördert und wurde als Kommandant des Linienschiffs Illustrious Flaggkapitän seines Verwandten Admiral Sir Charles Adam und auf den Westindischen Inseln stationiert.
Von 1845 bis 1847 war er unter Halbsold vom Dienst freigestellt und wurde 1848 als Kommandant der Fregatte Havannah leitender Offizier der Australia Station. Bald nach seiner dortigen Ankunft unternahm er zwischen Juni und Oktober 1849 eine Rundreise über Samoa, Tonga, Fidschi, die Neuen Hebriden, die Loyalitätsinseln und Neukaledonien und besuchte im nächsten Jahr die Salomonen und andere Inseln. Sein Bericht über diese erste Kreuzfahrt wurde 1853 unter dem Titel Journal of a Cruise Among the Islands of the Western Pacific … in Her Majesty’s Ship Havannah veröffentlicht. 1851 veröffentlichte er seine Beschreibung eines Besuchs der australischen Goldfelder namens A Short Account of the Late Discoveries of Gold in Australia. Im selben Jahr steuerte er einen Bericht über seine beiden Pazifikreisen zum Journal of the Royal Geographical Society bei.
Erskine kehrte 1852 nach England zurück. Sir William Denison hatte ihn damit beauftragt, dem Sekretär des Kolonialamts eine mündliche Botschaft zu tasmanischen Angelegenheiten zu überbringen. Nachdem er während des Krimkriegs in der Ostsee gedient hatte, wurde er 1857 zum Rear-Admiral befördert und wurde Aide-de-camp der Königin und zweiter Befehlshaber der britischen Flotte im Ärmelkanal. 1864 wurde er zum Vice-Admiral und 1869 zum Admiral befördert.
Bei der Parlamentswahl 1865 wurde er als Abgeordneter der Liberal Party für Stirlingshire ins britische House of Commons gewählt. Aufgrund seiner Erfahrungen aus den Einsätzen der Royal Navy zu Unterbindung des Sklavenhandels vor den Westindischen Inseln und den Auswirkungen der europäischen Durchdringung des Pazifiks trat er der Aborigines’ Protection Society bei und wurde parlamentarischer Führer der einflussreichen Lobby, die sich für den Pacific Islanders Protection Act von 1872 zur Unterbindung des Blackbirding einsetzte. Bei der Parlamentswahl 1874 unterlag er und schied aus dem House of Commons aus. Im selben Jahr schied er auch aus dem Marinedienst aus und lebte bis zu seinem Tod 1887 in London.
Er blieb unverheiratet und kinderlos. Der Admiral Sir James Elphinstone Erskine (1838–1911) war sein Neffe.